# Manoba lactogrisea
Manoba lactogrisea är en fjärilsart som beskrevs av Rothschild 1912. Manoba lactogrisea ingår i släktet Manoba och familjen trågspinnare. Inga underarter finns listade i Catalogue of Life.